# 扬州教育学院
扬州教育学院是一所位于中华人民共和国江苏省扬州市的市属成人高等学校，主校区位于蜀岗——瘦西湖国家级风景园林区东侧。

## 校史沿革
- 1959年，扬州师范学院（现扬州大学）附设中学教师进修学校成立。[1]

- 1960年，扬州师范学院附设中学教师进修学校改建为扬州专区教师进修学院。[1]

- 1964年，扬州专区教师进修学院改名为扬州专区教育行政干部学校。[1]

- 1980年，扬州地区教师进修学院复校，校址为位于瘦西湖景区东侧的梅岭校区（史可法西路15号）。[2]

- 1983年，扬州地区教师进修学院改名为扬州教育学院。[1]

- 2001年，扬州师范学校、高邮师范学校并入扬州教育学院，其校址分别成为扬州教育学院瘦西湖校区、高邮师范校区。[1]

- 2007年2月，扬州教育学院与扬州市职业大学（现扬州职业技术大学）合并筹建本科高校“扬州科技学院”，学校未撤销。[1][3]

扬州师范学校
- 1949年3月，扬州师范学校成立。[4]

- 1958年，扬州师范学校在升格扬州师范专科学校。

- 1959年4月，扬州师范专科学校与苏北师范专科学校合并为扬州师范学院。[5]

- 1985年，江苏省扬州师范学校复校，校址位于扬州念泗桥路61-1号。[6][7]

## 校区简介

### 梅岭校区（已转让）
扬州教育学院梅岭校区位于扬州市邗江区史可法西路15号，为扬州教育学院办学所在地。2008年9月，江苏省扬州旅游商贸学校搬迁至位于史可法西路15号的原扬州教育学院校址内

### 瘦西湖校区（已出售拆除）
扬州教育学院瘦西湖校区位于扬州市邗江区扬子江北路452号/念泗桥路61-1号。该校区目前已被出售并开发为瘦西湖壹号院小区。

### 高邮校区
扬州教育学院高邮校区位于江苏省高邮市中山路208号，为原高邮师范学校办学所在地。